# 中峪乡
中峪乡，是中华人民共和国山西省长治市沁源县下辖的一个乡镇级行政单位。

## 行政区划
中峪乡下辖以下地区：
蔚村、渣滩村、北峪村、乌木村、中峪村、南峪村、上庄村、白家滩村、西王勇村、东王勇村和龙头村。